# Romain Cannone
Romain Cannone (Boulogne-Billancourt, 12 de abril de 1997) é um desportista francês que compete em esgrima, especialista na modalidade de espada. Participou nos Jogos Olímpicos de Verão de 2020, obtendo uma medalha de ouro na prova individual.

## Palmarés internacional
| Jogos Olímpicos | Jogos Olímpicos | Jogos Olímpicos | Jogos Olímpicos   |
| Ano             | Lugar           | Medalha         | Prova             |
| --------------- | --------------- | --------------- | ----------------- |
| 2020            | Tóquio ( Japão) | Medalha de ouro | Espada individual |